# Zdravko Krivokapić
Zdravko Krivokapić (cir. Здравко Кривокапић; nacido 2 de septiembre de 1958 en Nikšić) es un político, ingeniero y profesor universitario montenegrino, primer ministro de Montenegro desde el 4 de diciembre de 2020 al 28 de abril de 2022 y el antiguo líder de la coalición "Por el Futuro de Montenegro".

## Biografía
En 1981 se graduó de la Facultad de Ingeniería Mecánica de la Universidad de Montenegro. Luego realizó estudios de postgrado en la Universidad de Belgrado, en 1993 obtuvo un doctorado en su alma mater en Podgorica. Asociado profesionalmente a la Universidad de Montenegro, alcanzó el cargo de profesor en la Facultad de Ingeniería Mecánica de esta universidad. Autor de libros, textos académicos y artículos científicos. Miembro de los comités de programas de varias revistas científicas.

### Carrera política
En 2020, fue uno de los fundadores y asumió el cargo de presidente de la organización No damos a Montenegro ("Ne damo Crnu Goru"), apoyando a la Iglesia Ortodoxa Serbia en Montenegro durante el conflicto por nuevas regulaciones legales. Ese mismo año, se convirtió más tarde en el líder de la lista electoral de una amplia oposición a los socialistas gobernantes en la coalición electoral Por el Futuro de Montenegro ("Za budućnost Crne Gore") (agrupación pro-serbia y pro-rusa), y fue elegido como Primer Ministro de Montenegro en las elecciones parlamentarias de agosto.

## Vida personal
Con su esposa Jasminka Krivokapić, tiene una familia numerosa, cinco hijos (2 hijas y 3 hijos) y dos nietos. Tres hijos tienen una maestría y la hija mayor tiene un doctorado. De los dos hijos menores, uno es estudiante y el otro estudiante de secundaria. Gojko Perović, rector del Seminario Teológico de Cetiña,  llamó a Krivokapić un hombre humilde, cristiano en el mejor sentido de la palabra. Krivokapić dijo que él es un montenegrino pero que conoce sus raíces, declarándose étnicamente como serbio montenegrino.